# Hungerfordmassakern
Hungerfordmassakern ägde rum den 19 augusti 1987 i Hungerford i Berkshire i södra England, då den 27-årige Michael Robert Ryan, beväpnad med flera vapen, bland annat en AK-47:a och en pistol av märket Beretta, sköt och mördade 16 människor, inklusive sin mor. Utöver de han dödade blev 15 skadade. Efter att han genomfört skjutningen begick han självmord. Händelsen ledde till att halvautomatiska gevär i en kaliber över .22 blev förbjudna för privatpersoner.